# Ат-Таи (футбольный клуб)
«Ат-Таи́» (араб. الطائي‎) — саудовский футбольный клуб из города Хаиль, выступающий в Саудовской про-лиге. Основан в 1937 году и до сих пор является единственным клубом в своём городе. Домашние матчи проводит на стадионе им. принца Абдулазиза бин Мусаида, вмещающем 20.000 зрителей и расположенном в городе Хаиль. За свою историю клуб 1 раз доходил до финала Кубка наследного принца Саудовской Аравии.

## История
Клуб был создан в 1937 году, наивысшего достижения в истории добился в год своего 60-летия в 1997 году, когда дошёл до финала Кубка наследного принца Саудовской Аравии. По итогам сезона 2007/08 Аль-Таи занял предпоследнее, 11-е место в Премьер-лиге, в результате чего её покинул и был переведён во второй эшелон саудовского футбола.
С 24 мая 2023 года главный тренер — Крешимир Режич.

## Достижения

Прежний логотип «Аль-Таи»

- Финалист Кубка наследного принца Саудовской Аравии: 1996/97